# Думници
Думници (понякога Думниците) е село в Северна България. То се намира в община Габрово, област Габрово.

## История
На 15.12.1928 г. жителите на селата Думници, Киевци, Гайтани, Рязковци, Генчовци и Русевци основават Народно читалище „Отец Паисий“.
Читалището се основава като правоприемник на съставената на 14.12.1922 г. театрална трупа в с. Думници. Тази театрална трупа се възобновява на 15.12.1928 г. под названието народно читалище „Отец Паисий“ с. Думници с 31 члена от селата учредители.
Събранието на учредителите избира единодушно устав на читалището и настоятелство в 3 членен състав. За председа¬тел на читалищното настоятелство е избран Христо Василев, подпредседател – Пенчо Димов и касиер Петко Ботев, всички от с. Думници.
С волните помощи на населението е създадена и първата библиотека с 350 книги, чиито брой през годините достига до 1700 (към 2008 г.).
Днес читалищното настоятелство и признателните съселяни издигат паметник, увековечаващ славата на загиналите за България от този район храбри българи.
Имената на загиналите във войните са изписани на паметни плочи:
с. Гайтани -
Ботьо К. Бончев, 1912 г.
Христо Г. Аврамов, 1916 г.
Ботю И. Колчев, 1916 г.
Иван С. Ресев, 1916 г.
Христо И. Камарашев, 1917 г.
с. Думници -
Симеон Н. Симеонов, 1885 г.
Иван Б. Байчев, 1912 г.
Минчо Р. Пенчев, 1916 г.
Дочо Н. Василев, 1916 г.
Кунчо П. Тъмнев, 1916 г.
Дочо Б. Янгънов, 1918 г.
Стефан С. Паунов, 1918 г.
с. Киевци -
Ангел И. Вачев, 1916
Станчо К. Садъков, 1916 г.
Иван С. Иванов, 1916 г.
Стефан С. Йонков, 1916 г.
Станчо С. Марков, 1916 г.
Хубан С. Дрянков, 1916 г.
Тодор Х. Садъчев, 1945 г.
Пенчо И. Дъков, 1945 г.
с. Рязковци -
Христо Т. Илиев, 1916 г.
Стефан И. Цончев, 1916 г.
Колю А. Райков, 1916 г.
Райко А. Райков, 1916 г
Анастас Х. Цончев, 1917 г.
Гашю И. Христов, 1918 г.
Откриването на паметника ще се състои на 08.06.2013 година.

## Население
Преброяване на населението през 2011 г.
Численост и дял на етническите групи според преброяването на населението през 2011 г.:
|                     | Численост | Дял (в %) |
| Общо                | 39        | 100,00    |
| Българи             | 37        | 94,87     |
| Турци               | 0         | 0,00      |
| Цигани              | 0         | 0,00      |
| Други               | 0         | 0,00      |
| Не се самоопределят | 0         | 0,00      |
| Неотговорили        | 1         | 2,56      |